# Коваля-Друга
Коваля-Друга (пол. Kowala Druga) — село в Польщі, у гміні Понятова Опольського повіту Люблінського воєводства.
Населення — 976 осіб (2011).

## Демографія
Демографічна структура станом на 31 березня 2011 року:
|          | Загалом | Допрацездатний вік | Працездатний вік | Постпрацездатний вік |
| -------- | ------- | ------------------ | ---------------- | -------------------- |
| Чоловіки | 484     | 101                | 338              | 45                   |
| Жінки    | 492     | 91                 | 279              | 122                  |
| Разом    | 976     | 192                | 617              | 167                  |